# NSPIXP
NSPIXP（エヌエスピーアイエックスピー、英語: Network Service Provider Internet eXchange Point）とは、WIDEプロジェクトによって運営されているインターネットエクスチェンジ（IX）。

## 概要
2021年9月現在、以下のIXが稼動している。
- dix-ie（旧NSPIXP-2）
- NSPIXP-3

NSPIXPは、日本の学術ネットワークと商用インターネットサービスプロバイダ（ISP）を繋ぐ、相互接続の問題を研究するためのプロジェクトとして発足し、その実用化実験の接続点として構築された。実証的な研究を行うため、実際にネットワークを相互に接続するためのポイントを用意し、このポイントを用いて研究を行うことにした。
歴史的背景としては1993年にTWICS、インターネットイニシアティブ（IIJ）が個人向けインターネット接続サービスを開始し、翌年の1994年にはNIFTY-Serve（@niftyの前身）、PC-VAN（BIGLOBEの前身）、ASAHIネット、アスキーネット、日経MIXと、従来パソコン通信を手がけていた電気通信事業者のインターネット接続が相次いだ。
1994年にNSPIXP-1が、日本で初めてのIXとして、東京都千代田区神田神保町の岩波書店本社ビル内に設置され、拡張の為1996年にNSPIXP-2が、千代田区大手町のKDDI大手町ビル内に設置され、1997年にはトラフィック緩和とバックアップ的な意味としてNSPIXP-3が、大阪府大阪市に設置された。
当時、急激に増加しつつあったWIDEとSINET間のパケット通信のボトルネックであり、「渋滞の名所」のように言われることもあった。
その後1999年にNSPIXP-6が、日本初のIPv6対応IXとして開設された。
2003年にはNSPIXP-2が、トラフィック緩和及びテロリズム・災害への対策の為、東京都内6ヶ所に拠点を置く分散型IXとして再構築され、dix-ie（distributed ix in edo、でぃくしー）と改名された。

## 歴史
- 1994年
  - 3月 NSPIXP-1が日本で初めてのIXとして東京に設置される。
  - 6月 NSPIXP-1運用開始。レイヤー3モデルにて相互接続検証を行っていた。
  - 10月 NSPIXP-1がレイヤー2モデルにての相互接続検証に移行した。
- 1996年
  - 10月 NSPIXP-2が日本で2番目のIXとして東京に設置される。
- 1997年
  - 10月 NSPIXP-3が大阪に設置される。
- 1999年
  - 8月11日 NSPIXP-6が日本初のIPv6対応IXとして東京に設置される[1]。
  - NSPIXP-1が運用終了。
- 2001年
  - NSPIXP-2でインターネットデータセンターを含む新たなIXの実験を始める。従来NSPIXP-2が設置されていたKDDI大手町ビルを軸にMCIワールドコム（六本木）、NTTコミュニケーションズ（大手町ビル）、三菱電機情報ネットワーク（西大井）、レベルスリー・コミュニケーションズ（虎ノ門）、アット東京・東京通信ネットワーク（豊洲）に拠点が置かれ、トポロジーとしてはスター型に接続された。
  - NSPIXP-3がサイバー関西プロジェクト、BBCCなどの研究系ネットワークと接続された。
  - NSPIXP-3がNTTテレパーク堂島内のNTT西日本のハウジング内に拡張し、3箇所目となるNOCを追加して、3箇所に分散したIXとなった。
  - NSPIXP-3の基幹ルーター・シスコシステムズ製Catalyst5000がY2K問題に対応して同社製Catalyst6500へ更改された。
  - NSPIXP-3の基幹ルーター更改と同時に、基幹をギガビットイーサネット(1000BASE-ZX)に変更。
- 2003年
  - 3月28日 NSPIXP-2が都内6ヶ所に拠点を置く分散型IXとして再構築され、dix-ie（Distributed IX in EDO）と改名された。
- 2008年
  - 6月6日 NSPIXP-6 がサービスを終了した[1]。

## NSPIXP-1
1994年3月に、東京・神田神保町にある岩波書店地下、「WIDEプロジェクトネットワークオペレーションセンター」（WIDE Network Operation Center - TOKYO、WNOC-TYO）に開設され、接続速度は最大1.5Mbpsであった。当初ルーターを用いたレイヤー3相互接続モデルにて接続を行っていたが、1994年10月よりイーサネットスイッチングハブ、レイヤ2相互接続モデルに従った各ネットワーク間相互接続に変更。
開設当初はNSPIXPとしていたが、その後、NSPIXP-2が開設されたため、NSPIXP-1と名称が変更された。
当時15の学術ネットワーク及びISPが参加し、対等ピアリングにより相互接続して、インターネット接続の実証検証を行っていた。1999年に運用を終了している。

### 主な参加団体
- WIDEインターネット（WIDEプロジェクト）
- APNIC
- 社団法人日本ネットワークインフォメーションセンター（JPNIC）
- 日本電信電話株式会社（OCN）
- 株式会社インターネットイニシアティブ（IIJ）
- 東京インターネット株式会社
- 株式会社ベッコアメ・インターネット
- ニフティ株式会社（NIFTY-Serve、現・@nifty）
- 日本電気株式会社（PC-VAN / mesh、現・BIGLOBE）
- 株式会社アトソン（ASAHIネット、現・株式会社朝日ネット）
- SINET（サイネット、学術情報ネットワーク）

## NSPIXP-2
1996年10月、NSPIXP-2が日本で2番目のIXとして、KDDI大手町ビル内のコロケーションスペースに設置された。
2003年3月、NSPIXP-2へのアクセスの集中化を防ぐ為、6拠点への分散拡張化を行い、dix-ie（でぃくしー）と改称した。

## NSPIXP-3
1997年10月、NSPIXP-3が大阪に設置された。東京以外に拠点を持つIXはこれが日本初である。
NSPIXP-2のバックアップ的な位置づけとして、大阪のケーブル&ワイヤレスIDC（現・ソフトバンクIDC、阪神ダイヤビル3F）と大阪メディアポート（難波ビル又は湊町MTビル8F）に初の分散型IXとして設置された。
2001年、NTTテレパーク堂島第1ビル2FにあるNTT西日本のハウジング内に拡張し、3箇所目となるNOCを追加して、Cisco Catalyst4003を用いて、3箇所に分散したIXとなった。

## dix-ie
2003年3月、NSPIXP-2へのアクセスの集中化を防ぐ為、6拠点への分散拡張化を行い、NSPIXP-2をdix-ie（でぃくしー、Distributed IX in EDO）と改称した。
WIDEプロジェクトは負荷分散やテロ・災害時のリスク分散の為、KDDI大手町ビル、レベルスリー・コミュニケーションズ(虎ノ門)、MCIワールドコム・ジャパン(六本木)、三菱電機情報ネットワーク(品川)、NTTコミュニケーションズ(大手町)、東京通信ネットワーク(豊洲)を光ファイバーで相互に接続し、NSPIXP-2の分散拡張化を行なった。この6拠点間はギガビットイーサネットの多重技術で、4Gbps～8Gbpsの帯域で相互接続した。また、IPv6での利用も可能とし、IPv6用のインターネット相互接続ポイントとして実験運用を開始した。

### 接続場所

#### 現在の拠点
2019年時点。
- KDDI大手町ビル[2]（KDDI）
- NTTコム大手町ビル[2]（NTTコミュニケーションズ）
- NTTデータ大手町ビル[2]（NTTデータ）

#### 開始初期の拠点
- KDDI大手町ビル（KDDI）
- ComSpace（ソフトバンクIDC←アバヴネットジャパン / 丸紅アクセスソリューションズ←ヴェクタント←グローバルソリューション（現アルテリア・ネットワーク）） - 中央区日本橋
- ワールドコム新川データセンター（MCIワールドコム・ジャパン（現・ベライゾンジャパン））- 中央区新川。2006年頃に離脱[3][4]
- NFパークビル（三菱電機情報ネットワーク（現・三菱電機インフォメーションネットワーク）） - 品川区二葉
- NTTコム大手町ビル（NTTコミュニケーションズ株式会社）
- アット東京中央センター（アット東京） - 江東区豊洲

## NSPIXP-6
1999年、日本初のIPv6対応IXとして東京に開設された。
以下の各事業者とファストイーサネットにて接続。
- WIDEプロジェクト
- インターネットイニシアティブ(IIJ),
- ドリーム・トレイン・インターネット(DTI)
- インターネット総合研究所(IRI)
- JENS(現・ソフトバンクテレコム)
- NTTコミュニケーションズ
- インテック
- M6

SINET(サイネット、学術情報ネットワーク)とも接続されている。
嘗ては6bone（シックスボーン）と接続されていた。